# 치유 (영화)
《치유》(The Cure)는 미국에서 제작된 찰리 채플린 감독의 1917년 영화이다. 찰리 채플린 등이 주연으로 출연하였다.

## 출연

### 주연
- 찰리 채플린
- 에드나 펄비안스

### 조연
- 에릭 캠벨
- 헨리 버그맨
- 존 랜드
- 제임스 T. 켈리
- 앨버트 오스틴
- 프랭크 J. 콜먼

## 같이 보기
- 찰리 채플린의 영화 목록